# Ornbau
Ornbau est une ville allemande, située en Bavière, dans l'arrondissement d'Ansbach et le district de Moyenne-Franconie.

## Géographie

Situation de la ville d'Ornbau (en rouge), dans la communauté administrative de Triesdorf (en violet) et dans l'arrondissement d'Ansbach

Ornbau est située sur la rivière Altmühl, affluent du Danube, à 18 km au sud-est d'Ansbach. La ville fait partie de la communauté administrative de Triesdorf dont le siège se situe à Weidenbach.
Communes limitrophes (en commençant par le nord et dans le sens des aiguilles d'une montre) : Weidenbach, Merkendorf, Muhr am See, Gunzenhausen et Arberg.
La commune est composée de la ville d'Ornbau et des six villages ou hameaux suivants :
- Gern, ancienne commune incorporée à la ville d'Ornbau dans les années 1970
- Haag
- Obermühl
- Oberndorf
- Taugenroth

## Histoire
La première mention écrite de la ville date de 838. En 1229, Ornbau obtient le droit de tenir un marché et elle devient le siège d'un bailliage.
Incorporée aux domaines des princes-évêques d'Eichstätt en 1313, elle reçoit le titre de ville et le droit de construire des remparts, toujours existants.
Comme les autres domaines du prince-évêque, elle est incorporée à la principauté d'Ansbach et devient bavaroise en 1806. Elle fait partie de l'arrondissement de Feuchtwangen jusqu'à la disparition de ce dernier.

## Démographie
Ville d'Ornbau seule :
| 1910 | 1933 | 1939 |
| ---- | ---- | ---- |
| 761  | 849  | 834  |

Ville d'Ornbau dans ses limites actuelles :
| 1840  | 1871  | 1900  | 1910  | 1925  | 1933  | 1939  | 1950  | 1961  |
| ----- | ----- | ----- | ----- | ----- | ----- | ----- | ----- | ----- |
| 1 070 | 1 102 | 1 052 | 1 092 | 1 100 | 1 126 | 1 100 | 1 481 | 1 294 |

| 1970  | 1987  | 2000  | 2003  | 2004  | 2009  | - | - | - |
| ----- | ----- | ----- | ----- | ----- | ----- | - | - | - |
| 1 360 | 1 457 | 1 707 | 1 696 | 1 713 | 1 634 | - | - | - |

## Monuments

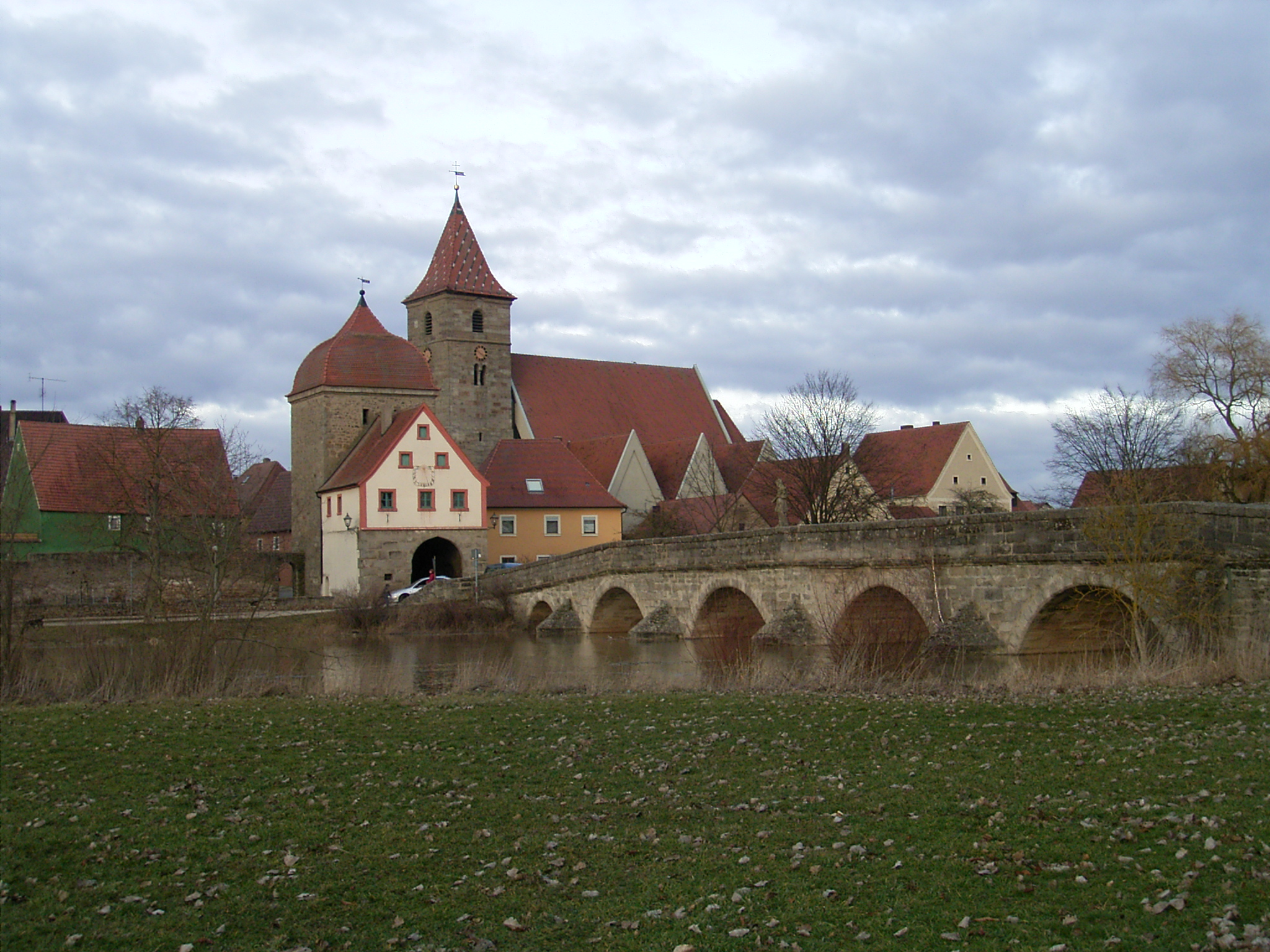
Ornbau et le vieux pont sur l'Altmühl

- Pont sur l'Altmühl (Altmühlbrücke) ;
- Remparts (Stadtmauer) ;
- Tour des Voleurs (Diebsturm) ;
- Église St Jacques (Kirche St Jacobus) ;
- Monument de Georges de Bièvre, poète français mort à Triesdorf, mais enterré à Ornbau parce que catholique.

## Personnalités
- Maximilian Perty (1804-1884), entomologiste